# لاترينا
قالب:Infobox Italian frazione
لاترينا؛ هي جزء من منطقة Laterina Pergine Valdarno في مقاطعة Arezzo التي تقع في منطقة توسكانا الإيطالية ، وموقعها على بعد حوالي 50 كيلومتر (31 ميل) في جنوب شرق فلورنسا وحوالي 14 كيلومتر (9 ميل) شمال غرب أريتسو.

## روابط خارجية
- Laterina.it